# Alcyonidium torpedo
Alcyonidium torpedo är en mossdjursart som beskrevs av Jean-Loup d'Hondt 2006. Alcyonidium torpedo ingår i släktet Alcyonidium och familjen Alcyonidiidae. Inga underarter finns listade i Catalogue of Life.